# Canó sense retrocés B-11
El Canó sense retrocés B-11 (també conegut com a RG107) era un canó sense retrocés dissenyat per la Unió Soviètica de 107 mm. Va entrar en servei en 1954, i era típicament arrossegat per un camió de 6x6 ZIL-157 o per un camió 4x4 UAZ.
Estava dissenyat prr KBM, a Kolomna.
Estava equipat amb mires PBO-4 que per foc directe utiçitzava un zoom de 5,5x i una mira per foc indirecte de 2,5x de zoom.

## Especificacions
- Operadors: 5
- Calibre: 107 mm
- Pes: 304,8 kg

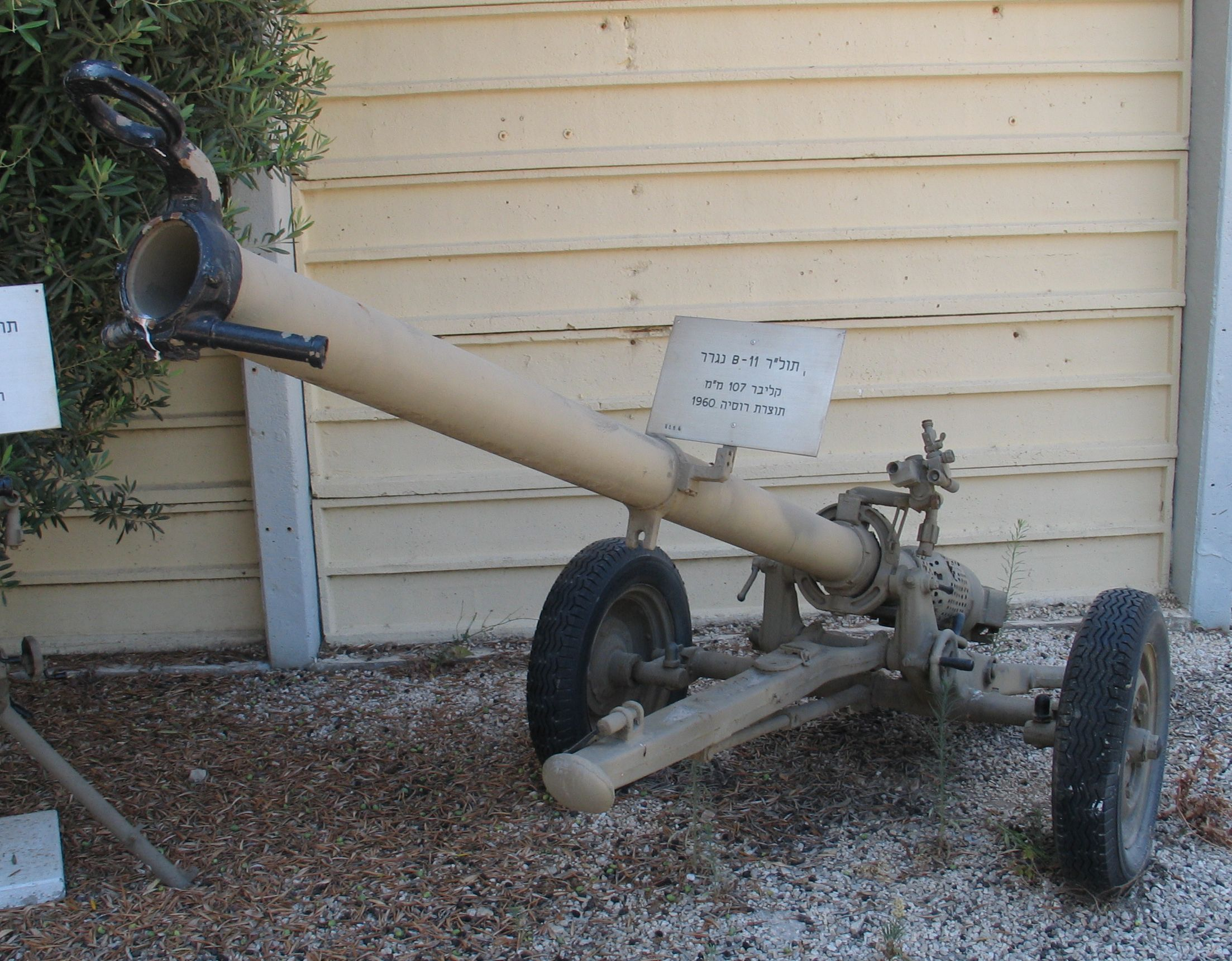
Un canó sense retrocés B-11 al Museu Batey ha-Osef, a Israel.

- Llargada: 3,56 m (en posició de moviment)
- Llargada del canó: 3,383 m
- Alçada: 1,19 m (posició de foc). 0,9 m (en posició de transport)
- Rotació: 35° en totes direccions
- Elevació: De -10° a +45°
- RPM: 6 trets per minut

## Munició
- BK-883 - HEAT:
  - Projectil: 7,51 kg
  - Projectil complet: 12,5 kg
  - Cap explosiu: 1,06 kg de RDX i alumini
  - Espoleta: GK-2 PIBD
  - Distància operativa: 450 metres
  - Distància operativa màxima: 1.400 metres
  - Penetració: 381 mm de blindatge

- O-883A - FRAG-HE
  - Projectil: 8,5 kg
  - Projectil complet: 13,5 kg
  - Cap explosiu: 2,088 kg d'amatoç 80/20
  - Espoleta: GK-2 PIBD
  - Distància operativa en foc directe: 1.300 metres
  - Distància operativa en foc indirecte: 6.650 metres
  - Velocitat inicial: 375 m/s

## Usuaris

### Actuals Usiaris
- Corea del Nord

### Antics Usiaris
- Iraq
- Bulgària
- Cambodja
- República Popular de la Xina
- Alemanya de l'Est
- Egipte
- Vietnam del Nord
- Polònia
- Somàlia
- Romania